# Società Sportiva Folgore/Falciano
La Società Sportiva Folgore/Falciano és un club de futbol sanmarinès de la ciutat de Serravalle.

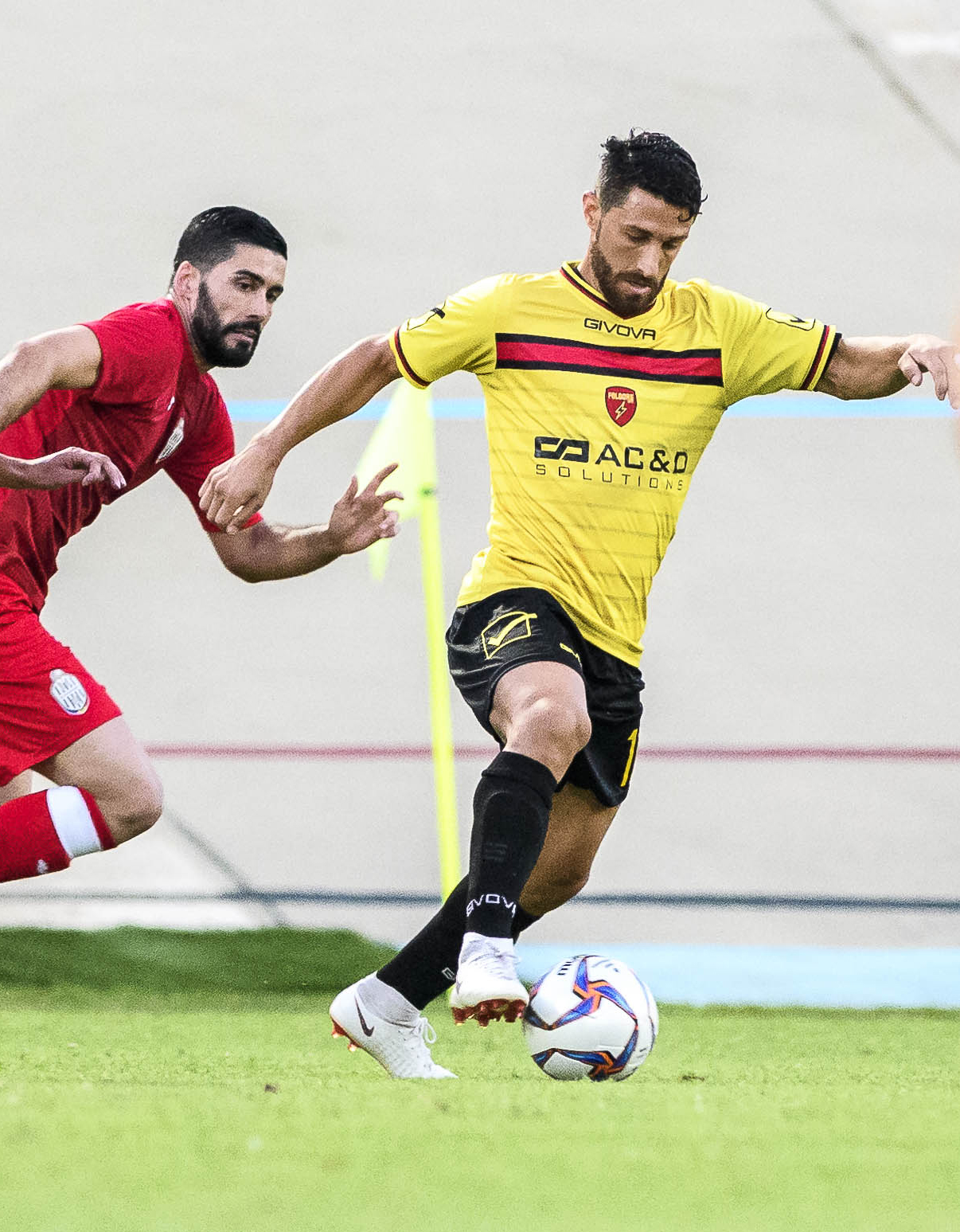
Ramiro Martín Lago amb la samarreta del Folgore contra l'UE Engordany, 2018.

## Palmarès
- Lliga de San Marino de futbol:[4][5]

1996–97, 1997–98, 1999-00, 2014–15, 2020–21
- Coppa Titano de San Marino:[6]

2014–15
- Trofeo Federale/Supercopa:[7]

1997, 2000, 2015

## Resultats a competicions europees
| Competició      | Partits | Guanyats | Empatats | Perduts | GF | GC |
| --------------- | ------- | -------- | -------- | ------- | -- | -- |
| Copa de la UEFA | 2       | -        | -        | 2       | 1  | 12 |